# Riccardo Zecchina
Riccardo Zecchina (Torino, 6 maggio 1963) è un fisico italiano attivo in fisica teorica nel campo della meccanica statistica e in informatica nel campo dell'apprendimento automatico.
Nel corso della sua carriera si è occupato di problemi all'interfaccia tra la meccanica statistica e l'informatica, con applicazioni reciproche in entrambi i campi, e in particolare per l'apprendimento automatico. È professore ordinario presso l'Università Bocconi di Milano, titolare della Cattedra Vodafone di Machine Learning and Data Science.
Insieme a Giorgio Parisi e Marc Mézard è stato insignito del Premio Onsager 2016 dell'American Physical Society «per il lavoro pionieristico sull'applicazione del concetto di vetro di spin a gruppi di problemi computazionali, fornendo sia una nuova classe di algoritmi efficienti che nuove prospettive sulla struttura e sulla complessità delle transizioni di fase.»
Nel 2011 ha ottenuto l’Avanced Grant del Consiglio Europeo per la Ricerca (ERC), dal titolo “Optimization and inference algorithms from the theory of disordered systems”.

## Biografia
Riccardo Zecchina si è laureato in ingegneria elettronica al Politecnico di Torino nel 1988, e ha conseguito il dottorato di ricerca in fisica teorica all'Università di Torino nel 1993 con Tullio Regge.
È stato ricercatore e direttore del gruppo di fisica statistica dell'ICTP
 di Trieste dal 1997 al 2007. Nominato professore ordinario di fisica teorica presso il Politecnico di Torino nel 2007, si è spostato all'Università Bocconi di Milano nel 2017, dove ha fondato il Dipartimento di Computing Sciences di cui è attualmente direttore. È titolare della Vodafone chair in Machine Learning e Data Science e fondatore e co-direttore dell’unità di Milano di Ellis, European Laboratory for Learning and Intelligent Systems. Ha avuto incarichi temporanei presso Microsoft Research a Redmond e Boston, nonché all'Università di Parigi a Orsay.

## Principali ricerche
La sua attività di ricerca si è svolta all'interfaccia tra la fisica statistica e l'informatica. Si è occupato di problemi ottimizzazione, algoritmi probabilistici, sistemi complessi, sistemi fuori dall'equilibrio, nonché all'applicazione della meccanica statistica a problemi di informatica, in particolare nel campo dell'apprendimento automatico. Ha dato contributi importanti alla teoria degli algoritmi di scambio di messaggi per la soddisfacibilità booleana e della direct coupling analysis. Nel campo dell'apprendimento automatico, ha introdotto nuove tecniche per l'apprendimento delle reti neurali (local entropy maximisation).